# انتخابات مجلس الأمن التابع للأمم المتحدة 1996
أُجريت انتخابات مجلس الأمن التابع للأمم المتحدة لعام 1996 في 21 أكتوبر 1996 في مقر الأمم المتحدة في مدينة نيويورك خلال الدورة الحادية والخمسين للجمعية العامة للأمم المتحدة. انتخبت الجمعية العامة كوستاريكا واليابان وكينيا والبرتغال والسويد أعضاءً غير دائمين في مجلس الأمن التابع للأمم المتحدة لمدة سنتين تبدأ في 1 يناير 1997.

## القواعد
يتألف مجلس الأمن من 15 مقعدًا، يشغلها خمسة أعضاء دائمين وعشرة أعضاء غير دائمين. وفي كل عام، يتم انتخاب نصف الأعضاء غير الدائمين لمدة عامين.   ولا يجوز للعضو الحالي أن يترشح على الفور لإعادة انتخابه. 
وفقًا للقواعد التي يتم بموجبها تناوب المقاعد العشرة غير الدائمة في مجلس الأمن بين الكتل الإقليمية المختلفة التي تقسم إليها الدول الأعضاء في الأمم المتحدة تقليديًا لأغراض التصويت والتمثيل،  يتم تخصيص المقاعد الخمسة المتاحة على النحو التالي:
- مقعد للدول الأفريقية
- مقعد لبلدان المجموعة الآسيوية (الآن مجموعة آسيا والمحيط الهادئ)[6]
- مقعد لأمريكا اللاتينية ومنطقة البحر الكاريبي
- مقعدان لمجموعة أوروبا الغربية ودول أخرى

## المرشحون
وكان هناك ثمانية مرشحين للمقاعد الخمسة. ولم يكن هناك أي منافسة على مقعد المجموعة الأفريقية؛ وكان المرشح الوحيد كينيا. تقدمت كل من الهند واليابان بترشيحاتهما لمقعد المجموعة الآسيوية. وكانت بوليفيا وكوستاريكا مرشحتين لشغل المقعد الوحيد لمجموعة دول أمريكا اللاتينية والكاريبي. وكان هناك ثلاثة مرشحين للمقعدين المخصصين لمجموعة أوروبا الغربية ودول أخرى: أستراليا والبرتغال والسويد.

## النتائج
وتم التصويت بالاقتراع السري. بالنسبة لكل مجموعة جغرافية، يمكن لكل دولة عضو التصويت لصالح أكبر عدد ممكن من المرشحين الذين سيتم انتخابهم. وكان هناك 181 بطاقة اقتراع في كل من الانتخابات.

### الدول الأفريقية والآسيوية
| نتائج انتخابات الدول الأفريقية والآسيوية | نتائج انتخابات الدول الأفريقية والآسيوية |
| ---------------------------------------- | ---------------------------------------- |
| الدولة                                   | الجولة الأولى                            |
| كينيا                                    | 172                                      |
| اليابان                                  | 142                                      |
| الهند                                    | 40                                       |
| ممتنعون                                  | 0                                        |
| بطاقات الاقتراع الباطلة                  | 1                                        |
| الأغلبية المطلوبة                        | 120                                      |

### دول أمريكا اللاتينية ومنطقة البحر الكاريبي
| نتائج الانتخابات في دول أمريكا اللاتينية ومنطقة البحر الكاريبي | نتائج الانتخابات في دول أمريكا اللاتينية ومنطقة البحر الكاريبي | نتائج الانتخابات في دول أمريكا اللاتينية ومنطقة البحر الكاريبي |
| -------------------------------------------------------------- | -------------------------------------------------------------- | -------------------------------------------------------------- |
| الدولة                                                         | الجولة الأولى                                                  | الجولة الثانية                                                 |
| كوستاريكا                                                      | 105                                                            | 167                                                            |
| بوليفيا                                                        | 73                                                             | 5                                                              |
| كولومبيا                                                       | 1                                                              | -                                                              |
| جمهورية الدومينيكان                                            | 1                                                              | -                                                              |
| ممتنعون                                                        | 1                                                              | 9                                                              |
| بطاقات الاقتراع الباطلة                                        | 0                                                              | 0                                                              |
| الأغلبية المطلوبة                                              | 120                                                            | 115                                                            |

لم تكن الجولة الأولى من التصويت حاسمة، إذ لم تنجح كوستاريكا ولا بوليفيا في الحصول على أغلبية الثلثين. ومع ذلك، قال إدغار كاماتشو أوميستي، ممثل الوفد البوليفي، أمام الجمعية العامة إن بلاده وقعت اتفاقا مع كوستاريكا اتفق البلدان بموجبه على تقديم الدعم للوفد الذي يحصل على أكبر عدد من الأصوات في الجولة الأولى من الاقتراع. ومع تنحي بوليفيا عن ترشيحها، انتخبت كوستاريكا بأغلبية الأصوات.

### مجموعة أوروبا الغربية ودول أخرى
| نتائج الانتخابات في أوروبا الغربية ودول أخرى | نتائج الانتخابات في أوروبا الغربية ودول أخرى | نتائج الانتخابات في أوروبا الغربية ودول أخرى |
| -------------------------------------------- | -------------------------------------------- | -------------------------------------------- |
| الدولة                                       | الجولة الأولى                                | الجولة الثانية                               |
| السويد                                       | 153                                          | -                                            |
| البرتغال                                     | 112                                          | 124                                          |
| أستراليا                                     | 91                                           | 57                                           |
| ممتنعون                                      | 0                                            | 0                                            |
| بطاقات الاقتراع الباطلة                      | 0                                            | 0                                            |
| الأغلبية المطلوبة                            | 121                                          | 121                                          |

في الجولة الأولى، فازت السويد بمقعدها، لكن المقعد الآخر المتبقي لم يتم تحديده بعد، حيث لم تحصل البرتغال ولا أستراليا على أغلبية الثلثين. ولهذا أجريت جولة ثانية من التصويت.

## روابط خاريجية
- وثيقة الأمم المتحدة GA/9138
- وثيقة الأمم المتحدة A/51/PV.39 المحضر الرسمي لجلسة الجمعية العامة، 21 أكتوبر/تشرين الأول 1996، الساعة 10 صباحا